# 大久保博元
大久保 博元（おおくぼ ひろもと、1967年2月1日 - ）は、茨城県東茨城郡大洗町出身の元プロ野球選手（捕手、右投右打）、野球解説者・野球評論家、YouTuber、プロゴルファー、実業家。
愛称はデーブ、ブーちゃん。現役引退後はデーブ大久保名義で活動しており、埼玉西武ライオンズコーチ時代は登録名としても使用した。第59代巨人4番打者、第5代東北楽天ゴールデンイーグルス監督。東京都港区新橋・居酒屋「肉蔵でーぶ」オーナー、東京／横浜「デーブ ベースボールアカデミー」主宰者。

## 経歴

### プロ入りまで
大洗町立大貫小学校、水戸市立第五中学校、茨城県立水戸商業高等学校出身。中学2年次に加倉井実が水戸市内で営んでいた下宿屋へ下宿するため、大洗町立南中学校から水戸五中へ転校している。
高校1年の秋から四番・捕手となる。1年次の1982年秋は茨城県予選準決勝で、2年次の1983年夏は茨城大会決勝で、エースの加茂川重治を擁する茨城東高に続けて敗退。3年次の1984年夏は茨城大会3回戦で勝田高に敗れ、甲子園には出場できなかったものの、高校通算52本塁打を記録した。

### 西武時代
1984年度ドラフト会議にて広沢克己のクジを外した西武ライオンズからの1位指名で入団。契約金は4500万円で、1985年の卒業式では母校に100万円を小切手で寄付した。 なお、この年度のドラフトでは西武は大久保、田辺徳雄、高山郁夫の3人しか指名していない。
入団当時から長打力が注目され、1986年の1年間は1A・サンノゼ・ビーズに野球留学のため渡米した。引率を担当した和田博実二軍打撃コーチから、太っている体型から「デーブ」というあだ名を付けられた。また当時の西武球団の慣習（2年目の選手が新人の教育係となる）から、渡米前には1年後輩の清原和博の教育係を務めていた。一塁手として起用の構想もあったが清原の活躍で立ち消えとなり、一時は三塁手にも挑戦した。
帰国した1987年にはジュニアオールスターゲームでMVPを獲得。1989年には当時イースタン記録となる24本塁打・70打点でイースタン二冠王に輝く。だが当時の正捕手には伊東勤が定着しており森祇晶監督からはリードを評価されず、ほとんどが代打や指名打者ばかりで捕手としての先発出場はなかった。
1988年以降はタイラー・リー・バンバークレオやオレステス・デストラーデの加入で、指名打者での出場もなくなり二軍生活が続いた。

### 巨人時代
1992年5月11日、中尾孝義との交換トレードで読売ジャイアンツへ移籍。西武では活躍の場がない大久保のために、同じ茨城県出身である球団管理部長の根本陸夫が主導したトレードだった。
巨人ではいきなり正捕手として起用され、6月には月間MVPを獲得し、オールスター前までに打率.300・12本塁打を放つ活躍を見せた。大久保が本塁打を打った試合は必ず勝利していたため、「大久保が打てば負けない」というジンクスまで生まれ、藤田元司監督の進言もあって球団から前半戦終了時に2000万円のボーナスを得た。しかし、2000万円という金額については藤田も想定外であり、「大久保だけボーンと2000万円…。これはみんな、雰囲気悪くなりますよ。チームじゅうで、雰囲気が悪いんです。いや、これには、まいりました」とのちに述べている。大久保も、オールスター後は大きく失速し、チームが優勝を争った終盤戦には村田真一に正捕手の座を奪われた。
長嶋茂雄が監督に就任した1993年は開幕から村田との併用で起用されていた。ハイペースで本塁打を量産し、5月27日のヤクルト戦（神宮）ではプロ入り初盗塁を決める。しかし、その試合で高津臣吾から死球を受け、左手首を骨折し9月まで長期にわたり戦線離脱を余儀なくされた。復帰後となる10月2日と翌3日の広島戦（東京D）では初めて「4番・一塁手」で先発出場し、結果は7打数1安打1打点で、2日に秋村謙宏から放ったソロ本塁打で記録したものであった。同年は巨人の日本人選手では原辰徳・松井秀喜に次ぐ10本塁打を放つも、本塁打以外の打点が2しかなかったため、16打点であった。オフに年俸3100万円で契約更改した。
1994年は、劇的なサヨナラ本塁打を複数放つなど打撃は好調だったが、リードやキャッチングの面から再び村田が正捕手となり、二番手捕手や代打要員にとしての起用が主だった。9月10日の広島戦（東京D）で3-11と大きくリードされた6回一死で打席に立った大久保は、2球目の直後に後ろを振り向くと、西山秀二と球審へ怒りの形相でクレームをつけ始めた。ネクストサークルの福王昭仁と一塁ベースコーチの中畑清一軍打撃コーチが慌てて駆けつけて仲裁に入ったが、これは西山の故意死球をほのめかすささやきに大久保が過剰反応したものであった。プレー再開後も怒りが冷めやらぬ大久保は、1-1から望月秀通の直球を思い切り空振りし、フルカウントから外角低めに落ちる球をまたも空振りし三振に倒れた。まんまと広島バッテリーの術中にはまった悔しさがさらなる怒りを呼んだのか、直後の大久保はバットを2度にわたり、地面に叩きつけ、荒々しく放り投げた。ヘルメットもグラウンドに投げ捨て、大暴れするなど大人げない行動にスタンドは唖然。しかし「みんなスカート履いて野球やってるよ」と、闘志を前面に出さない選手らに不満を抱いていた長嶋監督は、逆に大久保の振る舞いを評価した。9月17日の阪神戦（東京D）では、中西清起からサヨナラ2点本塁打を放った際に大口を開けて泣いている。8月下旬から2勝12敗と低迷していたチームは再び盛り返し、中日との10.8決戦を制したことで4年ぶりのリーグ優勝を果たした。古巣・西武との日本シリーズでは、10月26日の第4戦（西武球場）9回2死で杉山賢人から同点本塁打を放ち、日本一に貢献。
1995年は1994年オフからの契約更改交渉が長引き、自費キャンプとなったうえ、サインをしたのは2月のキャンプ初日だった。2年ぶりに開幕戦捕手として出場し、斎藤雅樹の2年連続開幕戦完封勝利に貢献。しかし、4月26日の広島戦（広島市民）で空振りした際にバランスを崩し尻もちをついて足首を骨折。NPB球団の所属選手からなる外国人選抜チームと日本人選抜チームが対戦した「阪神大震災復興支援チャリティードリームゲーム」（7月24日、福岡ドーム）では、外国人側に捕手がいなかったため、あだ名が外国人的であること、また海外留学経験から英語が話せるという理由で、「デーブ」の登録名で外国人チームとして参加。もう1人の捕手として、当時ロッテの正捕手だった定詰雅彦が「ジョー」の登録名で出場している。
同年28歳で現役を引退。当時は故障(骨折)による引退と思われていたが、コーチとの確執が原因であったことを後年明かしている。

### 引退後

#### 解説者・タレント・プロゴルファー活動

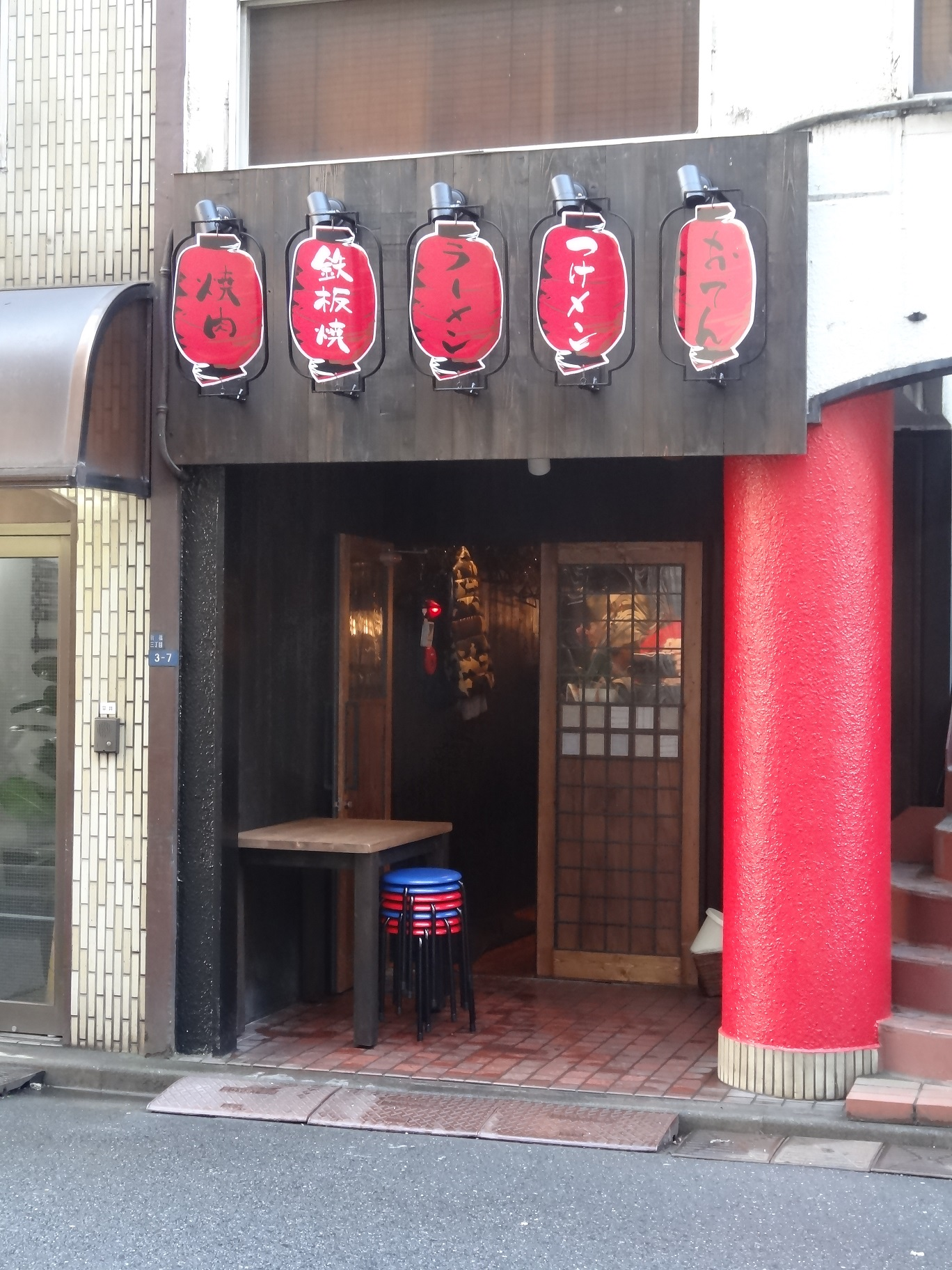
「肉蔵でーぶ」の外観

引退後の1996年、個人事務所「デーブカンパニー」を設立。フジテレビ（2000年 - 2007年）・ニッポン放送（1996年 - 2007年）野球解説者、サンケイスポーツ野球評論家（2000年 - 2007年）となる傍らで、「デーブ大久保」名義でタレント活動を始めた。
1999年から『週刊パーゴルフ』で始めた連載をきっかけに、プロゴルファーとしても活動する。2001年のクォリファイングトーナメントに挑戦し、最初の関門であるファーストクォリファイを突破してセカンドに進んだ。サードへの進出は果たせなかったが、主催者推薦での出場が可能となり、2002年のダイヤモンドカップトーナメントでツアーデビュー。その後も12試合のレギュラーツアーに参戦したが、予選通過試合はなかった。

#### 西武コーチ就任から楽天監督時代まで
2008年、渡辺久信監督の強い要望により、古巣・西武に一軍打撃コーチとして16年ぶりに復帰。登録名はニックネームでもある「デーブ大久保」とした。
メジャー流の早朝練習「アーリー・ワーク」を取り入れ、10数通りのケースバッティングを叩き込み直し、打線を機能させる意識改革を行った。アーリー・ワークは文化放送のコメンテーターと話し合って作り上げた造語であるが、、野村克也が自著『あぁ、監督』で一定の評価をし、後に他球団にも定着。
各選手のカルテも作成し、左上に顔写真を貼り、上から順に名前、身長、体重、ポジション、投打の左右、出身校に血液型という基本的なデータに加えて、打撃、守備、走塁についての特徴と傾向、現在の状態と課題を記入。一番下は備考欄には一軍と二軍の担当コーチが必要なことを書き込んでやり取りできるようにした。
自身の一軍半が長かった経験から、一軍・二軍コーチの綿密な連絡の有無が若手の成長に影響を与えるという考えで、コーチ陣会議を開催して円滑な選手育成を行った。
ベンチでは「野次将軍」を担当。5月7日の日本ハム戦（西武ドーム）では、9回裏に片岡治大がダルビッシュ有からサヨナラ安打を放ち勝利したが、ベンチを飛び出て喜びの余り打者走者の片岡を追いかけたところ、両足大腿部の肉離れを起こし、細川亨とクレイグ・ブラゼルに抱えられ、ベンチ裏のトレーナーズルームに運ばれた。前日の5月6日には、ヒラム・ボカチカがサヨナラ本塁打を放ったが、すでに大久保の右足には異変が起きていた。医師からは肥満体であることを指摘された。
2009年はコーチ職を離れ、編成部プロ担当を1年間務める。2010年には二軍打撃コーチとして現場復帰。しかし、7月22日に西武球団から、コーチとして不適切な行為があったとして、同日付で大久保をコーチから外し、球団本部長付にすると発表された。球団は選手ら関係者へのヒアリングの結果、大久保による暴力行為が認められたため、同29日に大久保の解雇を発表した。
退団後は、プロ野球コーチとしてのノウハウを活かし、一般向けの野球指導を行う「デーブベースボールアカデミー」を開講。少年野球の選手・指導者を中心に指導を行っている。
2012年、星野仙一監督率いる東北楽天ゴールデンイーグルスの一軍打撃コーチに就任。大久保によれば、西武から解雇された時点で「事実上の球界からの永久追放」と認識していたが、楽天球団の取締役だった米田純から「星野と選手の間で大きな溝ができているので、選手側の立場で星野との仲立をして欲しい」と依頼され、球界復帰を決意したという。同年シーズン終了後には二軍監督へ異動。
2014年5月、星野監督が腰椎椎間板ヘルニアと胸椎黄色靱帯骨化症で休養となり、監督代行を佐藤義則が務めていたが、7月2日より大久保が監督代行に就任する旨が発表された。佐藤は投手コーチに専念、酒井勉が二軍監督代行を務めることとなった。前年リーグ優勝したことで、星野が指揮を執るはずだった同年のオールスターの指揮については辞退している。7月24日、星野が監督復帰したことで再び二軍監督となる。しかし、シーズン終了後には星野の退任・球団副会長への異動があり、大久保は二軍監督から監督へ昇格、10月14日に就任が発表された。
監督を務めた2015年は、序盤こそ勝率.500前後を維持するも、6月のセ・パ交流戦終了後以降は次第に失速。チームの借金は2桁に達し、順位も最下位に後退。クライマックスシリーズ進出の可能性が完全消滅した9月22日、シーズン終了をもって辞任することを発表した。退任発表時は1つでも上の順位を目指すとしていたが、10月3日にチームの最下位が確定し、同6日のシーズン最終戦であるロッテ戦（コボスタ宮城）をもって退任となった。監督退任後に、星野から「翌年は編成本部長として球団に残って欲しい」旨の打診を受けたものの、「球団に不利なことを喋らせないための口止め料だと感じ『そんな金を貰わなくても余計なことは喋らない』として辞退した」ことをのちに明らかにしている。
楽天監督退任を受け、横浜DeNAベイスターズの中畑清監督が、大久保のコーチ入閣をDeNAフロントに要請したが、高田繁GMを始めとしたフロント陣の反対で、横浜入りは立ち消えになった。ちなみに要請を却下された中畑も、不服として監督を辞任している。

#### 楽天監督退任以降
2016年3月4日、食品衛生管理者の資格を取得し、東京・新橋に居酒屋「肉蔵でーぶ」を開業。その傍ら、フジテレビの野球解説者、サンケイスポーツの野球評論家としての活動を再開している。
また、2018年にはプロゴルファーとしての活動も再開し、12年ぶりに下部ツアーであるAbemaTVツアーの「HEIWA・PGM Challenge II 〜 Road to CHAMPIONSHIP」へ出場した。
2021年8月に心筋梗塞を発症したが、のちに復帰。
2022年10月13日、2023年より監督・原辰徳の招聘で、読売ジャイアンツの一軍打撃チーフコーチに就任することが発表された。しかしチームの成績は低迷。原の監督退任を受け、大久保も1年で退団した。コーチ在任時も「肉蔵でーぶ」は従業員により店舗の運営を継続した。

## 人物

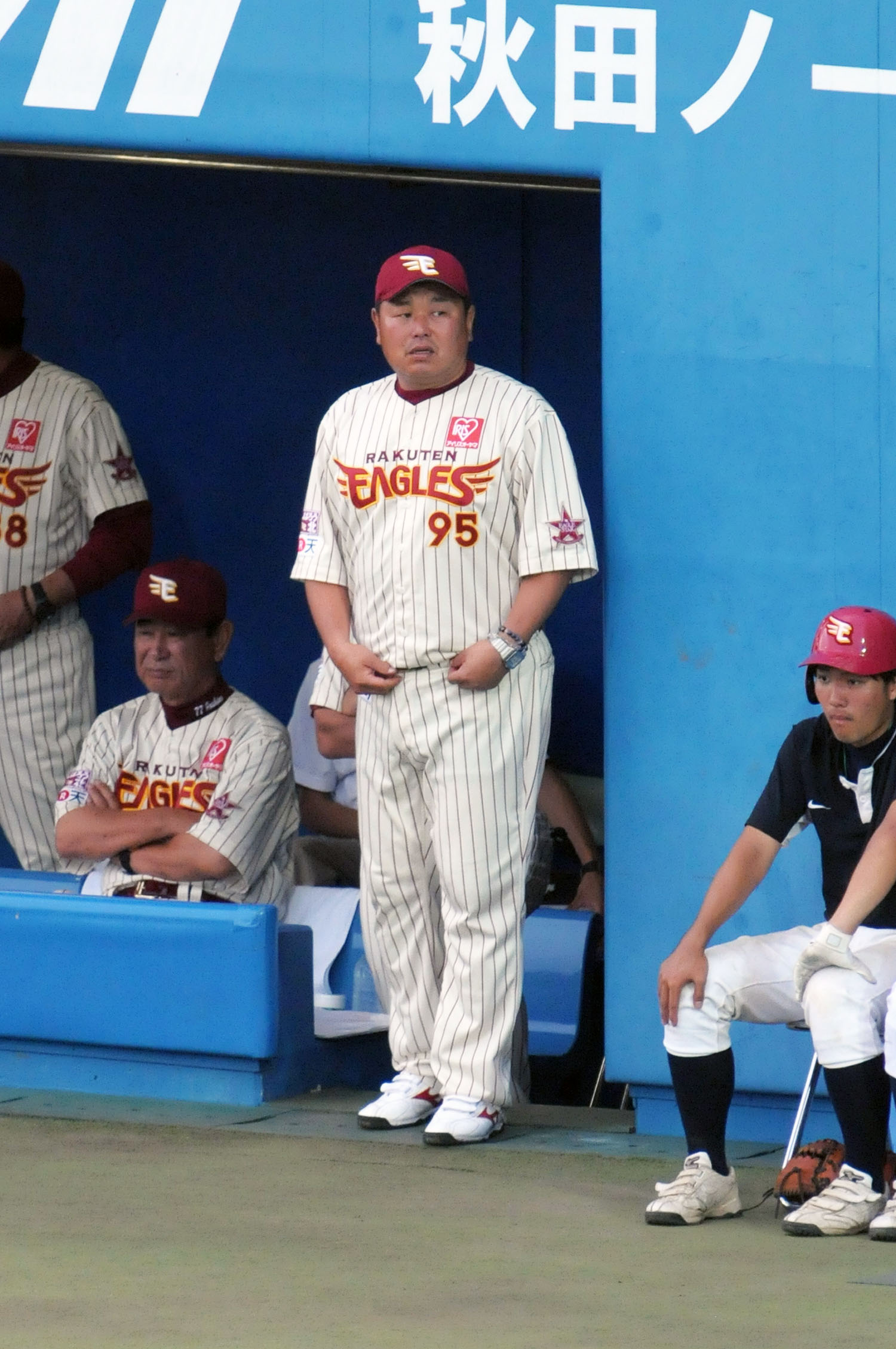
2012年8月1日、こまちスタジアムにて。

- 出身地の水戸には巨人ファンが多く、大久保も幼少のころから巨人を応援していた。
- 巨人に移籍した当初、藤田元司の下へ挨拶に訪れた際「太っていることなんか気にする必要ないぞ。うちにだって太っている選手はたくさんいるんだ。体は資本だ。気にするな」という言葉をもらった。宿舎の食堂で1人で食事を摂っていたところ、藤田が通りがかり「なんだデーブ、そんな量で足りるのか? 今日はよく練習していたんだ、もっと食べろよ」と大久保のためにステーキ2枚を注文したという。大久保は用意されたステーキを感激のあまり泣きながら食べた。当時を振り返った大久保は「この監督のためなら死んでもいい」と発言したが[33]、リード面でミスをした際などの藤田の怒りは凄まじく、叱られてしばらくトイレに行けないほど体が硬直したと語っている。ところが、叱られた翌日には「よう、デーブ、おはよう」と、昨日の怒りなどすっかり忘れたような笑顔で挨拶するさっぱりした人物でもあった[34]。引退時には藤田の家を訪ね、「僕に痩せろと言わなかったのは藤田さんだけ」と語った。藤田は毎日のように「おまえ、その体を保つのにはうんと走らなきゃいかんなぁ」と言っていたが「痩せろ」「体重を減らせ」という指摘はなかった。大久保にはそれが嬉しかったという。走れば痩せるだろうというのが藤田の真意であったが、このことを感謝された藤田は「人の心を傷つける言葉を使っちゃいけないな」と改めて気付いたという[35]。藤田が亡くなると真っ先に弔問に駆けつけ、「本当にありがとうございました」と号泣しながら何度も頭を下げていた。
- 藤田のほか、根本陸夫を「おやじ」と呼び、父親のように慕っている。二軍暮らしの続く大久保が、自身の扱いに対し首脳陣へ不満をぶつけた際、根本は「いちいち一人一人の社員（選手）のことなんか心配できるか、馬鹿野郎!」と怒鳴った。しかし、このときの根本は出番のない大久保を実は気にかけており、巨人へのトレード（1992年）は大久保を慮った根本の主導で行われている。チームを離れる際にも「お前は西武の人間なんだから、困ったら西武に戻ってこい」と言葉をかけてくれたという。根本の気遣いに感動する一方、西武時代に選手が街中でトラブルなどに巻き込まれた際は根本が仲介に赴き、瞬く間に事件をなかったことにしてしまう人脈の広さに驚くこともあったという。また、根本の自宅へ頻繁に招かれ、夫人特製のすき焼きが振る舞われたこともあった[36]。割下に牛乳が入る独特の風味で、工藤公康は「美味しくない」と敬遠し、次回招かれた際にはステーキに変わっていたが[36]、大久保は20回以上食べたという[37]。
- 大型自動二輪免許や大型自動車などを初め、多数の免許・資格を所持している。
- 長男の大久保泰成も元野球選手[38]。東亜学園高校、専修大学、セガサミーに在籍し、セガサミー時代は都市対抗に1回、日本選手権に3回出場経験がある[39]。引退後はセガトイズの営業・広報を経て、大久保の個人事務所であるデーブカンパニーで従事している[40]。

- 同じ母子家庭出身の愛甲猛は後年「お世辞とかじゃなくて応援していた」と語っている[41]。

- 2020年に配信を開始した自身のYouTubeチャンネル「デーブ大久保チャンネル」ではMCを務めている。ライオンズ・ジャイアンツの有名OBだけでなく幅広い球界関係者がゲストとして登場し「肉蔵でーぶ」店内で大久保とともに裏話などを語っている。
- ジャイアンツ引退後 長野県にある泰阜村に野球教室の講師として呼ばれたことをきっかけに泰阜村と交流を持ち毎年野球教室に出向くだけでなく村の子供をプロ野球観戦に招待する等の活動を行っており毎年11月には当村で自身の名前を冠した デーブ大久保杯争奪少年野球泰阜大会が本人出席の下行われている

### コーチ時代の不祥事

#### 2008年
2008年11月12日に知人女性が大久保から暴行を受けたとして警視庁品川署に被害届を提出していることが発覚。
大久保は「刑事罰を受けるようなことは自分の中ではしていない。」と否定したが、2日後の14日に傷害罪の疑いで書類送検されるに至った。この件について大久保は球団から厳重注意処分を受け、優勝パレードなど球団行事への参加を自粛した。
2009年度も前年同様に西武一軍打撃コーチを務める予定で発表されていたが、この影響から12月9日にはコーチ職を解かれ、編成部プロ担当への異動が発表された。会見では知人女性への暴行を否定していたが、検察側に対して本人が容疑を全面的に認めたため、東京区検に2009年3月13日までに傷害罪で略式起訴され、東京簡裁は3月27日、検察側の請求通り、大久保に罰金20万円の有罪判決を出した。

#### 2010年
2010年度に二軍打撃コーチとして復帰するも、選手に対する暴力問題で解任された。
解任後、大久保は西武球団を相手に地位保全と報酬の仮払いを求めた仮処分申請を東京地裁に行ったが、11月19日に東京地裁は申請を却下。これに対し、東京高裁に即時抗告を行ったが、12月28日に東京高裁は即時抗告を却下した。2011年1月27日、大久保は西武球団を相手に契約解除の無効、未払い報酬の支払い、名誉毀損に対する損害賠償2000万円を求め、東京地裁に提訴した。
西武球団は当初、どの選手に対し暴力行為があったかなどを明らかにしなかったが、大久保が菊池雄星を名指し出廷を求めるなどしたため、暴行を受けたのが菊池であることを球団として2月16日に公表した。自主練習である「アーリー・ワーク」への遅刻に対するペナルティとして、球団非公認の私設による罰金を徴収していた(つまり恐喝罪に該当する)が、それに反発した菊池が告げ口したと見なし、大久保が菊池に暴力を働いたことを、球団が問題視したことが明らかになった。
『週刊ポスト』の取材で、謹慎期間中に自殺未遂をしたことを告白しているが真相は定かではない。2012年から楽天のコーチ就任が決定したことに伴い、西武に対する訴訟について請求を放棄し、裁判が終結した。楽天とのコーチ契約交渉の中で、西武との訴訟を取り下げることが楽天球団から条件として要請されたことをのちに明かしている。
2016年2月、シニアディレクターの渡辺久信を通じ、西武球団および菊池と和解している。また、2021年8月18日、自身のYouTubeチャンネルにおいて暴言はあったものの暴行の事実はなかったこと、上記の和解の際に菊池から謝罪を受けたことを話している。

## 詳細情報

### 年度別打撃成績
| 年 度      | 球 団      | 試 合 | 打 席 | 打 数 | 得 点 | 安 打 | 二 塁 打 | 三 塁 打 | 本 塁 打 | 塁 打 | 打 点 | 盗 塁 | 盗 塁 死 | 犠 打 | 犠 飛 | 四 球 | 敬 遠 | 死 球 | 三 振 | 併 殺 打 | 打 率 | 出 塁 率 | 長 打 率 | O P S |
| ---------- | ---------- | ----- | ----- | ----- | ----- | ----- | -------- | -------- | -------- | ----- | ----- | ----- | -------- | ----- | ----- | ----- | ----- | ----- | ----- | -------- | ----- | -------- | -------- | ----- |
| 1985       | 西武       | 5     | 4     | 4     | 0     | 1     | 0        | 0        | 0        | 1     | 0     | 0     | 0        | 0     | 0     | 0     | 0     | 0     | 1     | 0        | .250  | .250     | .250     | .500  |
| 1987       | 西武       | 56    | 78    | 71    | 4     | 17    | 1        | 0        | 3        | 27    | 17    | 0     | 0        | 0     | 2     | 2     | 0     | 3     | 18    | 1        | .239  | .282     | .380     | .662  |
| 1988       | 西武       | 13    | 13    | 10    | 1     | 1     | 0        | 0        | 0        | 1     | 1     | 0     | 0        | 1     | 0     | 2     | 0     | 0     | 5     | 0        | .100  | .250     | .100     | .350  |
| 1989       | 西武       | 11    | 14    | 13    | 1     | 1     | 0        | 0        | 1        | 4     | 1     | 0     | 0        | 0     | 0     | 1     | 0     | 0     | 5     | 0        | .077  | .143     | .308     | .451  |
| 1990       | 西武       | 13    | 18    | 16    | 2     | 3     | 0        | 0        | 2        | 9     | 2     | 0     | 0        | 0     | 0     | 2     | 0     | 0     | 5     | 1        | .188  | .278     | .563     | .840  |
| 1991       | 西武       | 5     | 8     | 8     | 0     | 0     | 0        | 0        | 0        | 0     | 0     | 0     | 0        | 0     | 0     | 0     | 0     | 0     | 1     | 1        | .000  | .000     | .000     | .000  |
| 1992       | 巨人       | 84    | 285   | 260   | 37    | 72    | 14       | 0        | 15       | 131   | 43    | 0     | 0        | 0     | 1     | 20    | 9     | 4     | 48    | 7        | .277  | .337     | .504     | .841  |
| 1993       | 巨人       | 40    | 121   | 110   | 14    | 24    | 2        | 0        | 10       | 56    | 16    | 1     | 0        | 0     | 0     | 9     | 3     | 2     | 29    | 3        | .218  | .289     | .509     | .798  |
| 1994       | 巨人       | 62    | 130   | 119   | 14    | 35    | 2        | 0        | 9        | 64    | 18    | 0     | 0        | 0     | 1     | 9     | 4     | 1     | 27    | 2        | .294  | .346     | .538     | .884  |
| 1995       | 巨人       | 14    | 25    | 24    | 2     | 4     | 1        | 0        | 1        | 8     | 2     | 0     | 0        | 0     | 0     | 0     | 0     | 1     | 8     | 0        | .167  | .200     | .333     | .533  |
| 通算：10年 | 通算：10年 | 303   | 696   | 635   | 75    | 158   | 20       | 0        | 41       | 301   | 100   | 1     | 0        | 1     | 4     | 45    | 16    | 11    | 147   | 15       | .249  | .308     | .474     | .782  |

### 年度別守備成績
| 年度 | 試合 | 企図数 | 許盗塁 | 盗塁刺 | 阻止率 | 失策 |
| ---- | ---- | ------ | ------ | ------ | ------ | ---- |
| 1987 | 6    | 3      | 3      | 0      | .000   | 0    |
| 1988 | 3    | 3      | 3      | 0      | .000   | 0    |
| 1989 | 3    | 3      | 3      | 0      | .000   | 1    |
| 1990 | 3    | 2      | 1      | 1      | .500   | 0    |
| 1991 | 3    | 6      | 4      | 2      | .333   | 0    |
| 1992 | 75   | 52     | 38     | 14     | .269   | 2    |
| 1993 | 28   | 29     | 22     | 7      | .241   | 3    |
| 1994 | 46   | 25     | 15     | 10     | .400   | 2    |
| 1995 | 8    | 14     | 9      | 5      | .357   | 1    |
| 通算 | 175  | 137    | 98     | 39     | .285   | 9    |

### 年度別監督成績
| 年度      | 球団      | 順位      | 試合 | 勝利 | 敗戦 | 引分 | 勝率 | ゲーム差   | チーム 本塁打 | チーム 打率 | チーム 防御率 | 年齢       |
| --------- | --------- | --------- | ---- | ---- | ---- | ---- | ---- | ---------- | ------------- | ----------- | ------------- | ---------- |
| 2015年    | 楽天      | 6位       | 143  | 57   | 83   | 3    | .407 | 33.0       | 84            | .241        | 3.84          | 48歳       |
| 通算：2年 | 通算：2年 | 通算：2年 | 160  | 65   | 92   | 3    | .414 | Bクラス1回 | Bクラス1回    | Bクラス1回  | Bクラス1回    | Bクラス1回 |

※通算成績には2014年楽天での監督代行17試合（7月3日から7月23日、8勝9敗）を含む

### 表彰
- ジュニアオールスターゲームMVP（1987年）
- 月間MVP：1回（1992年6月）

### 記録
初記録
- 初出場：1985年7月30日、対阪急ブレーブス15回戦（阪急西宮球場）、9回表に安部理の代打として出場
- 初打席：同上、9回表に古溝克之の前に三振
- 初安打：1985年8月14日、対ロッテオリオンズ14回戦（西武ライオンズ球場）、9回裏に金森永時の代打として出場、佐藤政夫から単打
- 初先発出場：1987年4月17日、対近鉄バファローズ1回戦（西武ライオンズ球場）、「8番・指名打者」として先発出場
- 初打点：同上、2回裏に村田辰美から適時打
- 初本塁打：1987年5月10日、対近鉄バファローズ6回戦（藤井寺球場）、9回表に金森永時の代打として出場、石本貴昭からソロ

その他の記録
- オールスターゲーム出場：1回（1992年）

### 背番号
- 45（1985年、1987年 - 1992年途中）
- 22（1992年途中 - 1995年）
- 96（2008年、2010年）
- 95（2012年 - 2015年）
- 88（2023年）

### 登録名
- 大久保 博元（おおくぼ ひろもと、1985年、1987年 - 1985年、2012年 - 2015年、2023年）
- デーブ大久保（デーブおおくぼ、2008年）

## 出演番組

### テレビ
以下、フジテレビの番組
- 料理の鉄人（審査員）
- プロ野球ニュース（フジテレビ739→フジテレビONE）※解説者 - 2000年4月 - 2001年3月、2016年2月 - 2022年12月
- 野球道、SWALLOWS BASEBALL L!VE（解説者）
- すぽると!（解説者）
- でぶぢん（フジテレビ739）※MC
- ボキャブラ天国（パネラー）
- ウッチャンナンチャンの炎のチャレンジャーこれができたら100万円!!（テレビ朝日）
- マジカル頭脳パワー!!（日本テレビ）※ゲスト解答者

### ラジオ
以下ニッポン放送の番組
- ニッポン放送ショウアップナイター（解説者） - 1996年 - 2007年
- ショウアップナイターニュースサタデー（解説者）2002年10月 - 2003年3月
- デーブ大久保と師岡正雄のショウアップナイターストライク!（パーソナリティ） - 2003年10月 - 2004年3月
- 松本ひでおのショウアップナイターネクスト!（不定期出演）
- 師岡正雄のショウアップナイター編集部!（不定期出演）
- デーブと山ちゃんのサタデースポーツ天国
- デーブと王理恵の燃えろ!プロ野球→デーブと王理恵の燃えろ!スポーツ天国（パーソナリティ） - 2000年4月 - 9月

以下文化放送の番組
- 文化放送ライオンズナイター（解説者）
- くにまるジャパン 極（不定期出演）

### その他

#### 映画
- ウルトラマンゼアス（1996年、松竹） - 武村岩太隊員 役
- ウルトラマンゼアス2 超人大戦・光と影（1997年、松竹） - 武村岩太隊員 役

#### CM
- サントリー「鍋の季節の生ビール」（1995年）
- 全国珠算教育連盟（1995年）
- ファミリーマート（1997年）
- KINCHO「ゴキブリキャッチャー」（1998年～1999年）
- ナムコ「熱チュー!プロ野球2004」（2004年）